# 여자의 성 (1976년 영화)
"여자의 성"은 한국에서 제작된 박윤교 감독의 1976년 멜로/로맨스 영화이다. 조영희 등이 주연으로 출연하였고 김화식 등이 제작에 참여하였다.

## 출연

### 주연
- 조영희
- 백윤식